# إيغور سوركيس
إيغور سوركيس (بالأوكرانية: Ігор Суркіс) هو رجل أعمال أوكراني ومالك نادي دينامو كييف ولد في يوم 22 نوفمبر 1958 في مدينة كييف، أصبح مالك نادي دينامو كييف منذ سنة 2002 مع شقيقه خريخوري سوركيس الذي كان رئيس لاتحاد أوكرانيا لكرة القدم من سنة 2000 إلى سنة 2012.